# David Torok
David Torok (Berlín, 18 de mayo de 1979) es un actor, coreógrafo de lucha y campeón de artes marciales alemán. Ha trabajado con algunos de los nombres más importantes de la industria del cine de acción, como Jackie Chan, Donnie Yen y Sammo Hung. 

## Primeros años
A los nueve años, David empezó a entrenarse en artes marciales, inspirado por héroes del cine oriental como Jackie Chan, Jet Li y Bruce Lee, David comenzó su propia carrera en las artes marciales a la edad de 10 años.
En sus primeros años, se formó en estilos tradicionales de Wushu o Kung Fu y así comenzó una época de duro entrenamiento. Varias veces al día a lo largo de muchos años dedicó su tiempo al estudio y entrenamiento de las artes marciales chinas. Como ávido admirador de Jackie Chan, descubrió su pasión por la Ópera de Pekín en Shanghai, y se sometió a varios años de entrenamiento en los que estudió Wushu y Kung Fu y acrobacia junto a lecciones de interpretación y canto.
Ganó varias clasificaciones en torneos europeos y asiáticos de renombre y en 1999 fue recompensado con la nominación para el equipo nacional alemán en el Campeonato Mundial de Wushu en Hong Kong. Con su exitosa participación en Hong Kong, los medios de comunicación nacionales empezaron a fijarse en él, y pronto se pudo encontrar en la televisión y en periódicos.
Gracias a su creciente fama, David recibió las primeras ofertas para producciones televisivas como Der Puma (2000). Al mismo tiempo, fundó el equipo de Wushu número uno de Alemania, el Berlin Wushu Team. Bajo el liderazgo de David, el equipo de Wushu de Berlín dominó las competiciones nacionales durante diez años. La mayoría de sus alumnos se convirtieron en campeones nacionales e internacionales y compitieron en campeonatos europeos y mundiales.
Cuando concluyó su carrera deportiva con la participación en el Campeonato Mundial de Wushu en Toronto 2009, David fue el atleta de Wushu (Taolu) más exitoso en la historia de Alemania. En 2011, David fue seleccionado por uno de los directores de acción más renombrados de China, Sammo Hung (Hung Jinbao), para participar en la trilogía de películas Tai Chi 0. Poco después fue elegido por el famoso equipo de dobles de Jackie Chan para participar en "Chinese Zodiac 12", la tercera parte de la saga "Armour of God".

## Filmografía selecta
- 2023 Knights of the Zodiac - Tomasz Bagiński[2]
- 2023 Kung Fury 2 - David Sandberg
- 2019 Dragon Spring Phoenix Rise - Chen Zhi-Sheng
- 2016 The Warriors Gate - Matthias Hoene
- 2016 Kung Fu Yoga - Stanley Tong
- 2012 Chinese Zodiac 12 - Jackie Chan